# Вернер I (Батенберг и Витгенщайн)
Вернер I фон Витгенщайн (на немски: Werner I von Wittgenstein; * ок. 1150; † пр. 1215) е първият граф на Батенберг и Витгенщайн (1174 – 1215). През 1174 г. той се нарича за пръв път в документ на замък Витгенщайн.

## Биография
Той е син на Видекинд фон Батенберг и внук на Гизо фон Батенберг († сл. 1115) и правнук вер. на фон Гуденсберг?.
Вернер участва в кръстоносния поход на Хайнрих VI (1197/9118) и след завръщането му подарява на Йоанитския орден земя във Визенфелд югозападно от Франкенберг, на която се основава Йоанитската къща Визенфелд.

## Фамилия
Вернер I се жени за фон Валдек († сл. 1190), дещеря на граф Фолквин II фон Шваленберг († 1178/1187) и втората му съпруга Лутруд. Те имат децата:
- Вернер II († ок. 1255), граф на Батенберг и Витгенщайн (1215 – 1231), в Йоанитския орден във Визенфелд
- Видукинд I (* ок. 1201; † ок. 1237), граф на Батенберг и Витгенщайн, женен 1258/1270 г. за Ида фон Рункел-Вестербург, дъщеря на Зигфрид III фон Рункел и съпругата му фон Лайнинген
- Хайнрих (* пр. 1223; † сл. 1237)
- Елизабет († сл. 1233/1255), омъжена за Хартрад III фон Меренберг († сл. 1233), син на Хартрад II фон Меренберг († сл. 1189) и Ирмгард фон Глайберг
- дъщеря, омъжена за Хайнрих I фон Графшафт, господар на Норденау († сл. 1237)
- Херман I († пр. 1234), граф на Батенберг (1215 – 1231), 1227 бургман в Марбург, женен